# Вогюэ, Шарль-Жан-Мельхиор де
Граф, затем маркиз Шарль-Жан-Мельхиор де Вогюэ (1829—1916) — французский дипломат и археолог.
Двоюродный брат Эжена-Мельхиора Вогюэ. Посвятив себя изучению церковной истории и восточного искусства, в 1853 г. отправился в Сирию и Палестину для работ на месте, приобрел несколько ценных находок и перерыл посольский архив в Константинополе и архив консульства в Смирне, разыскивая указание о Венере Милосской, найденной в 1820 г.; ему удалось найти письмо, подтверждавшее, что у статуи богини была отбита рука.
С 1871 года состоял посланником республики при султане, с 1875 г. — при австрийском дворе, а в 1879 г. вышел в отставку и неудачно пытался попасть в палату депутатов.

## Сочинения
- «Les événements de Syrie» (1860);
- «Le temple des Jérusalem» (1865);
- «L’architecture civile et religieuse du I au VII siècle dans la Syrie centrale» (1867);
- «Stèle de Jehawnelleh, roi de Gébal» (1878);
- «Villars d’après sa correspondance et les documents inédits» (1888);
- «Mémoires de Villars» (1889).